# Zaouit-Ksibet-Thrayet
La delegació o mutamadiyya de Zaouit-Ksibet-Thrayet (àrab: معتمدية الزاوية القصيبة الثريات, muʿtamadiyyat az-Zāwiya al-Qṣība aṯ-Ṯrayāt) és una delegació o mutamadiyya de Tunísia, a la governació de Sussa, situada entre 2 i 5 km al sud-oest de Sussa, ciutat de la qual és un suburbi. La delegació es va crear el 2007, de la segregació de la delegació de Sousse Riadh dels municipis de Zaouiet Sousse (a 4 km del centre de Sussa) i de Ksibet Thrayet (a 2 km), amb una població d'uns vint-i-cinc mil habitants.

## Administració
La delegació o mutamadiyya duu el codi geogràfic 31 66 (ISO 3166-2:TN-12) i està dividida en tres sectors o imades:
- Zaouit Sousse (31 66 51)
- Ksibet Sousse (31 66 52)
- Thrayet (31 66 53)

Al mateix temps, els seus límits coincideixen amb els de dues municipalitats o baladiyyes, Zaouiet Sousse i Ksibet-Thrayet (codis geogràfics 31 14 i 31 12, respectivament).